# Знову народжений (Цілком таємно)

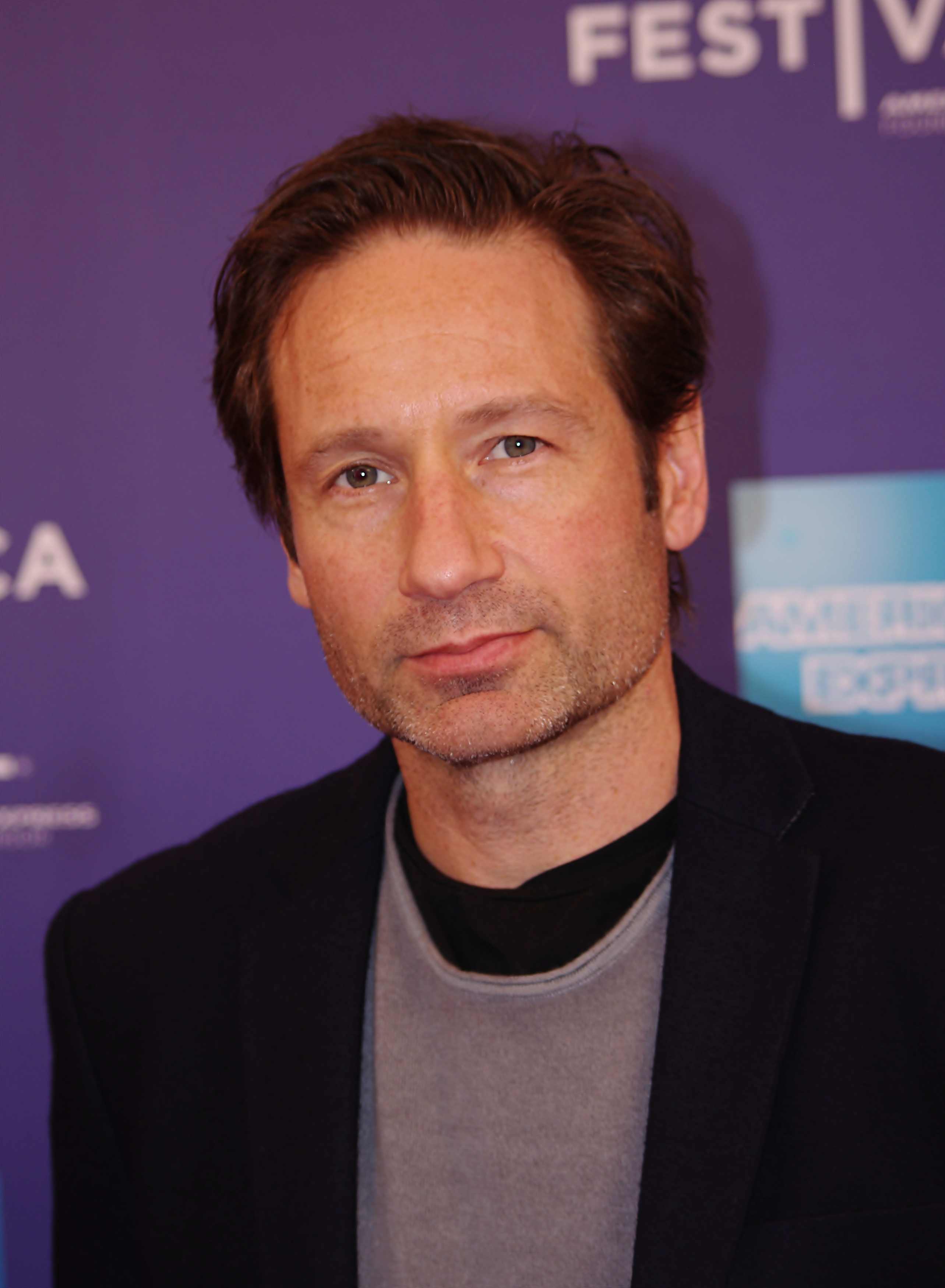

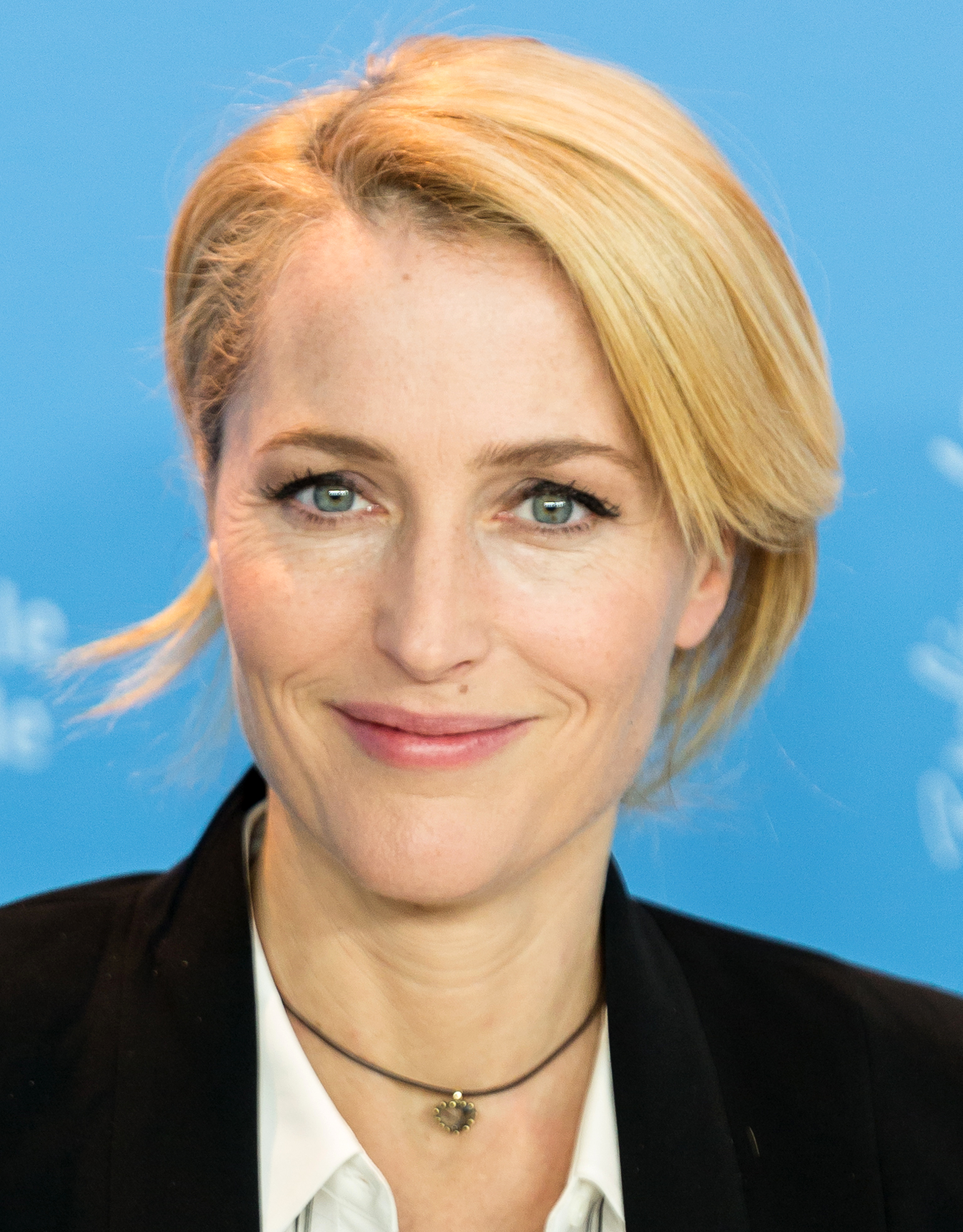

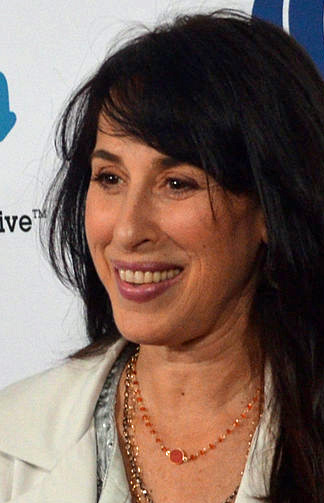

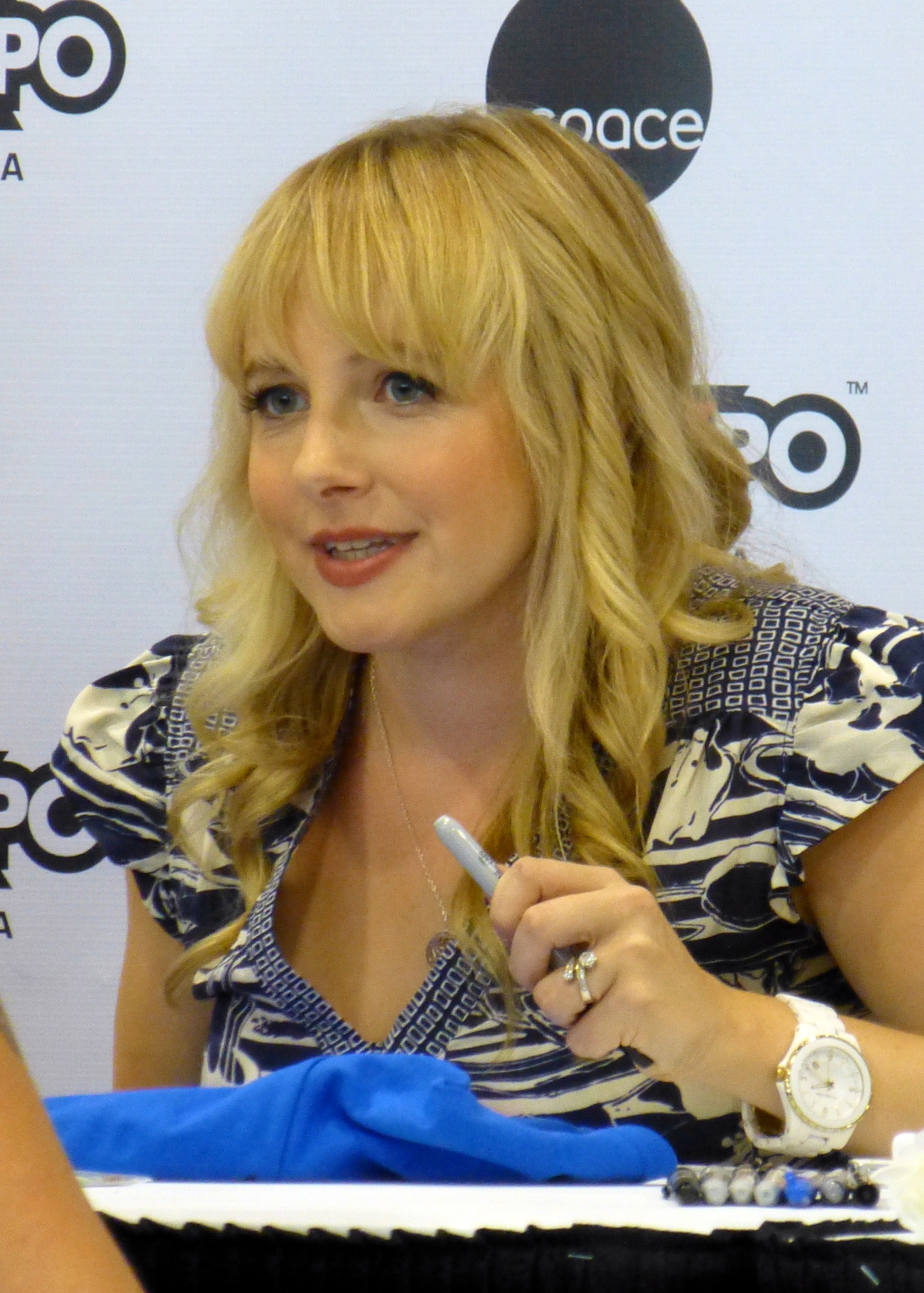

Знову народжений (Born Again) — двадцять друга частина першого сезону серіалу «Цілком таємно» («Секретні матеріали»).

## Короткий зміст
У місті Баффало (штат Нью-Йорк) детектив поліції Шерол Лазард знаходить в провулку маленьку дівчинку Мішель Бішоп, що загубилася. Лазард відводить дівчинку до поліцейського відділку та лишає, щоб її колега детектив Руді Барбала з'ясував, де вона живе. Майже одразу по тому, як Лазард виходить з кімнати, Барбала розбивається насмерть — його викинули з кімнати.
Лазард через брата-поліцейського в Балтіморі, котрий знав про агентів Малдера й Скаллі завдяки справі про Тумса, виходить на них. Шерон повідомляє про твердження дівчинки, що в часі смерті Барбали у кімнаті була ще одна людина. При спробі створити зі слів Мішель комп'ютерний фоторобот імовірного вусатого злочинця, зненацька комп'ютер сам формує лице підозрюваного — воно схоже на детектива Чарлі Морріса, що помер 9 років тому внаслідок замовного вбивства. Малдер розмовляє з доктором Браун (психотерапевтом Мішель), вона повідомляє — під час занять дівчинка завжди спотворює ляльки однаковим чином, відриваючи їм ліву руку та виколюючи праве око. Агенти дізнаються зі справи Морріса, що такі пошкодження схожі з обставинами його смерті.
Агенти допитують Тоні Фіоре, колишнього напарника Морріса, він пов'язує смерть з діяльністю китайських тріад — це помста за здійснений поліцією арешт партії наркотичних речовин. Згодом Фіоре стрічається зі страховим агентом Леоном Фелдером, вони обговорюють можливість вилучення великої суми грошей із депозитного боксу, хоча збиралися зробити це пізніше — через 10 років після вкладу, а цей час ще не пройшов. В розмові з'ясовується, що Фіоре, Фелдер та Барбала вкрали гроші злочинців під час поліцейської облави та вбили Морріса, коли він їм повідомив, що викриє їх у крадіжці. Увечері Фелдер виходить з автобуса, але його шарф застрягає в дверях та намотується на поручень. Несподівано автобус розганяється, незважаючи на спроби шофера зупинити його. Фелдер після довгого бігу за автобусом гине від удушення; за його смертю із вікна транспортного засобу спостерігає Мішель.
В розслідуванні агенти встановлюють, що раніше Барбала, Морріс, Фелдер та Фіоре працювали разом — хоча Фіоре стверджував, що не знав Барбалу особисто. Також агенти з'ясовують що Аніта, жінка Фіоре, раніше була жінкою Чарлі Морріса і продовжує зберігати його колекцію фігурок оригамі, котрі дуже схожі на ті, що Фокс і Дейна бачили в будинку Мішель. Схвильована Аніта розповідає агентам, що Фіоре минулої ночі не прийшов додому. Також Малер і Скаллі виявляють зникнення документів зі справи про смерть Морріса — Фіоре ж є останнім, хто перевіряв ці папери.
Мішель піддається сеансу регресивного гіпнозу, на якому стверджує, що їй 24 роки. Несподівано дівчинка починає кричати, що хтось намагається вбити її; на цьому сеанс закінчується. Малдер переглядає запис сеансу та виявляє на плівці відтинок з короткочасними статичними перешкодами. Очистивши в лабораторії кадр за допомогою спеціалістів, Фокс бачить зображення чоловіка у водолазному скафандрі.
Скаллі знаходить дані розтину Морріса, котрі вказують, що він захлинувся у солоній воді. Агенти розуміють, що Морріса утопили у власному морському акваріумі (котрий згодом встановили в будинку Фіоре), а декоративна фігурка водолаза на дні — останнє, що він бачив перед смертю.
Фіоре повертається додому з сумкою, заповненою грошима та поспіхом збирається — щоб виїхати з жінкою. Тим часом Мішель вже ховається у його будинку; побачивши дівчинку, Фіоре умовляє лишити йому життя, тому вона лише розбиває акваріум, в якому утопили Морріса, з акваріума випадає пістолет. Згодом голос Малдера за кадром повідомляє, що Фіоре визнав себе винним в убивстві Морріса та крадіжці у великих розмірах й очікує на суд. Мішель знову стала нормальною маленькою дівчинкою.

## Знімались
| Актор                     | Роль                  |
| ------------------------- | --------------------- |
| Девід Духовни             | Фокс Малдер           |
| Джилліан Андерсон         | Дейна Скаллі          |
| Маргарет Емілі Джейкобсон | детектив Шерон Лазард |
| Андреа Лібман             | Мішель Бішоп          |
| Браян Маркінсон           | Джуді Бішоп           |
| Дей Янг                   | Джуді Бішоп           |
| Леслі Карлсон             | Спітц                 |
| Джонатан Волкер           | Чарлі Моріс           |

## Принагідно
- Born Again
- Born Again